# Nicolae Mitea
Nicolae Mitea (*Bucarest, Rumania, 24 de marzo de 1985), futbolista rumano. Juega de delantero y su primer equipo fue Dinamo Bucarest.

## Selección nacional
Ha sido internacional con la Selección nacional de fútbol de Rumania, ha jugado 8 partidos internacionales y ha anotado 2 goles.
- Datos: Q525215